# Louis Malle
Louis Malle (Thumeries, 30 oktober 1932 – Los Angeles, 23 november 1995) was een Frans filmregisseur. Malle was een veelzijdig regisseur, die probeerde zichzelf nooit te herhalen en werkte in een grote verscheidenheid aan genres en stijlen. Hij schuwde hierbij taboes niet. Hij wordt geregeld geassocieerd met de Franse nouvelle vague, maar behoort hier niet toe.

## Biografie
Louis Malle werd geboren in Thumeries bij Rijsel (Lille), in een van de rijkste families van Frankrijk. Hij kreeg een streng katholieke opleiding. Eerst studeerde hij aan het jezuïetencollege van Fontainebleau, later politicologie aan de Sorbonne. Tussen 1951 en 1953 volgde hij een opleiding tot filmmaker aan het IDHEC.

### Carrière
Na het afstuderen nam hij een tweetal korte films op. Hij kreeg vrij snel na het afstuderen een aanbod van oceanograaf en documentairemaker Jacques-Yves Cousteau om mee te reizen op zijn schip, de Calypso en hem te assisteren bij het filmen van een onderwaterdocumentaire. Deze natuurdocumentaire werd Le Monde du silence uit 1956, de winnaar van een Gouden Palm en de Oscar voor Beste Documentaire. Malle regisseerde de film samen met Cousteau en filmde ook enkele onderwaterscènes.
Louis Malle was de regie-assistent van Robert Bresson tijdens de opnames voor de film Un condamné à mort s'est échappé uit 1956. Een jaar later regisseerde hij voor het eerst solo een lange speelfilm, Ascenseur pour l'échafaud, uitgebracht begin 1958. Deze donkere psychologische thriller was een groot succes en won de Prix Louis Delluc. Het betekende tevens de doorbraak van beginnend actrice Jeanne Moreau. Eveneens in 1958 kwam Malles tweede film uit, Les Amants, opnieuw met Moreau in de hoofdrol. Deze film was destijds zeer controversieel om zijn expliciete seksualiteit, maar ook zeer populair. Op het filmfestival van Venetië won de film een speciale juryprijs.
Les Amants vormde in de Verenigde Staten de basis voor een bekende rechtszaak, waarbij een bioscoopeigenaar uit Ohio die Les Amants had vertoond werd gearresteerd en veroordeeld voor het bezitten van een obscene film. Hij ging herhaaldelijk in hoger beroep en de zaak kwam uiteindelijk in 1964 voor het Hooggerechtshof. De rechter besliste in het voordeel van de bioscoopeigenaar met de beroemde uitspraak over wat volgens hem pornografie is: "I know it when I see it, and the motion picture involved in this case is not that."
In 1960 maakte hij de luchthartige anarchistische komedie Zazie dans le métro, over een meisje dat wegloopt van huis en twee jaar later Vie privée, een film over de opkomst van een filmster, gespeeld door Brigitte Bardot. Le Feu follet uit 1963, over de laatste dagen van een alcoholist met zelfmoordneigingen, wordt door critici gezien als een van zijn beste films. Ook deze film won de speciale juryprijs in Venetië. In 1965 werkte hij weer samen met Bardot en Moreau voor de nonsense-film Viva Maria! en in 1967 volgde het historische misdaaddrama Le Voleur.
Aan het einde van de jaren zestig maakte hij een zes maanden durende reis door India. Deze reis legde hij vast in een documentaire, Calcutta en een zevendelige miniserie, L'Inde fantôme, die in verscheidene landen op tv werd uitgezonden en later ook in de bioscopen verscheen.
Zijn volgende films zouden in Frankrijk voor polemiek zorgen. Le Souffle au cœur (1971) gaat over een romantische incestueuze relatie tussen een begaafde jongen en zijn aantrekkelijke moeder. In Lacombe Lucien (1974) toont hij hoe een naïeve jongen tijdens de Tweede Wereldoorlog in de collaboratie geraakt als gevolg van de omstandigheden. In geen van beide films wordt een moreel oordeel uitgesproken. Vooral de polemiek rond de laatste film - Malle werd verweten de collaboratie goed te praten - zorgde ervoor dat de regisseur Frankrijk verliet en in de Verenigde Staten ging werken.
In 1978 kwam zijn eerste Amerikaanse film uit, Pretty Baby, over een twaalfjarig meisje dat opgroeit in een bordeel en een prostituee wordt. Het hoertje wordt gespeeld door een jonge Brooke Shields, die met de film doorbrak. De film was bij zijn verschijnen zeer controversieel en is nog altijd verboden in Canada.
In 1980 maakte hij de film Atlantic City, met hoofdrollen voor Burt Lancaster en Susan Sarandon, die ook in Pretty Baby te zien was als de prostituerende moeder van Brooke Shields. De film werd door critici bejubeld en kreeg verscheidene prijzen, waaronder de BAFTA voor beste regie. Zijn volgende film was My Dinner with Andre uit 1981, een film die enkel bestaat uit een lange conversatie tijdens het eten tussen avant-garde theaterregisseur Andre Gregory en acteur en toneelschrijver Wallace Shawn.
In 1987 keerde hij terug naar Frankrijk en maakte er Au revoir les enfants, een semi-autobiografische film, waarin hij het grootste trauma van zijn jeugd vertelt, over een Franse katholieke kostschool waar een groep Joodse kinderen ondergedoken was tijdens de Duitse bezetting van Frankrijk in de Tweede Wereldoorlog, tot ze verraden werden. De film kreeg veel prijzen, waaronder een BAFTA voor beste regie, drie Césars, voor beste film, beste regie en beste scenario en een Gouden Leeuw in Venetië. De titel van de film werd door Quentin Tarantino verbasterd en als titel gebruikt voor zijn film Reservoir Dogs.
Het erotische Damage uit 1992 werd gemengd ontvangen bij critici. In 1994 kwam zijn laatste film uit, Vanya on 42nd Street, over een theatergroep rond Andre Gregory die Oom Wanja van Tsjechov voorbereidden.

### Privé
Louis Malle was tweemaal getrouwd, van 1965 tot 1967 met Anne-Marie Deschodt en vanaf 1980 met de Amerikaanse actrice Candice Bergen. Samen hebben ze een dochter, Chloe Malle, geboren in 1985. Hij had ook een zoon, Manuel Cuotemoc (geboren in 1971), met de Duitse actrice Gila von Weitershausen en een dochter, Justine, met de Canadese actrice Alexandra Stewart.
Louis Malle stierf op 63-jarige leeftijd in zijn huis in Beverly Hills aan de gevolgen van een maligne lymfoom.

## Filmografie
- 1956: Le Monde du silence (met Jacques-Yves Cousteau)
- 1958: Ascenseur pour l'échafaud
- 1958: Les Amants
- 1960: Zazie dans le métro
- 1962: Vie privée
- 1963: Le Feu follet
- 1965: Viva Maria!
- 1967: Le Voleur
- 1968: Histoires extraordinaires (anthologiefilm, episode William Wilson)
- 1969: Calcutta
- 1969: L'Inde fantôme (televisieserie)
- 1971: Le Souffle au cœur
- 1974: Lacombe Lucien
- 1975: Black Moon
- 1978: Pretty Baby
- 1981: Atlantic City
- 1981: My Dinner with Andre
- 1984: Crackers
- 1985: Alamo Bay
- 1987: Au revoir les enfants
- 1990: Milou en mai
- 1992: Damage
- 1994: Vanya on 42nd Street